# 795 TCN
795 TCN là một năm trong lịch La Mã.